# Frank Maudsley
Francis Lee Maudsley (Liverpool, 10 de Novembro de 1959),  conhecido apenas como Frank Maudsley, é um baixista britânico mais conhecido por ter sido membro da formação original da banda de new wave A Flock Of Seagulls, que alcançou sucesso mundial no início da década de 1980.

## Biografia
Nascido em Liverpool, Inglaterra em 10 de Novembro de 1959, Frank era um cabeleiro em Liverpool que junto com Mike Score, Ali Score e Willie Woo formaram a banda de new wave A Flock Of Seagulls em 1979, tendo sua formação mais famosa composta por ele, os irmãos Score e Paul Reynolds que substituiu Willie Woo.
A popularidade do grupo subiu no início da década de 1980 com o lançamento de "(It's Not Me) Talking" em 1981 e em 1982 a canção "I Ran (So Far Away)" que liderou o ranking na Austrália e alcançou os números sete e nove na Nova Zelândia e nos Estados Unidos, respectivamente, e conseguindo chegar ao top 40 de seu país natal (Reino Unido).[4]
Em 1982 a banda lançou seu primeiro álbum, A Flock Of Seagulls, que obteve sucesso mundial e fez com que a banda começasse a fazer turnê pelo mundo.
Em 1983 a banda lançou o álbum Listen que continha o single "Wishing (If I Had a Photograph of You)", que atingiu o Top 10 no Reino Unido, nos EUA alcançou o Top 30 da Billboard Hot 100, 8ª posição na África do Sul e número 1 na França.[8]
No mesmo ano a banda fez turnês acompanhada com a banda The Police, o que contribuiu para a banda ser mais conhecida.
Em 1984 a banda lançou seu terceiro álbum, The Story of a Young Heart, com "The More You Live, The More You Love" como o primeiro single, o mesmo entrou no Top 40 no Reino Unido e em vários outros países, como Alemanha e Nova Zelândia. Nos Estados Unidos , alcançou o pico 56 e # 10 nos EUA Billboard Hot 100 e Mainstream Rock Tracks,respectivamente. "The More You Live, o More You Love" teve sucesso semelhante na Bélgica (Flandres), onde também alcançou o 10º lugar. No mesmo ano Paul Reynolds deixa a banda.
Com a popularidade dos dois primeiros álbuns e o nome "A Flock of Seagulls" ainda sendo valorizado, eles fizeram 4 shows seguidos na Filadélfia. Mike, Ali e Frank Maudsley concorreram e foram agraciados condicionalmente com green cards, baseando-se no status de celebridade sob a classificação de visto O-1. A aprovação condicional foi garantida aos três integrantes, que se estabeleceram na Filadélfia.
Frank ficou desiludido vivendo em uma cidade estranha; ele amava o A Flock of Seagulls, mas não possuía família. Sentindo falta do Reino Unido, ele acabou retornando à Inglaterra. Mike e Ali permaneceram na Filadélfia e satisfizeram os termos do visto. Com Frank na Grã-Bretanha e os irmãos Score nos Estados Unidos, parecia que a banda havia se dividido em dois campos. De fato, era Frank quem mantinha a comunicação da banda. Infelizmente, os irmãos tiveram uma briga, fazendo com que Mike se tornasse o único membro restante da formação original, e que Ali se mudasse para Boston. Ali tocou em uma banda de hard rock e depois passou a trabalhar em uma companhia de computadores em Cambridge, uma vez que o visto o tornara um residente permanente.
Frank era o intermediário entre os irmãos e, durante a gravação de "Dream Come True", algo indica que Ali tocava em apenas 3 músicas, Frank em 4 e Mike em todas as 9. Uma das músicas que os três tocaram juntos era intitulada "(Cosmos) The Effect of the Sun" e foi retirada do álbum. Com isso, o número de faixas do álbum caiu para 9.[1] Uma grande discussão surgiu porque Frank e Ali queriam retirar "Love on Your Knees" e incluir "Cosmos." Foi com esse argumento que os dois videocliped, "Who's That Girl" e "Heartbeat Like a Drum," foram filmados em uma rápida sucessão. Esses dois vídeos marcaram a última vez em que os três membros restantes estiveram juntos em uma gravação ou apresentação, até 2003.  
Frank e seus companheiros ex-membros, no entanto, reuniram-se com Score para mais uma performance em Londres em 2003 para o programa Bands Reunited, da VH1.
Em junho de 2011, Frank Maudsley e Paul Reynolds se apresentaram no festival de música Croxteth Park, Liverpool, sob o nome 'A Flock of Seagulls'.
Frank retornou para a formação original em 2018 para seu primeiro álbum novo desde 1984, "Ascension", junto com a Orquestra Filarmônica de Praga que traria todos os seus maiores sucessos regravados com a mesma orquestra. No dia 6 de junho do mesmo ano foi lançado um videoclipe do single "Space Age Love Song".
Pouco depois de ser convidado para gravar o álbum com seus antigos companheiros de música, Frank foi diagnosticado com uma doença cardíaca potencialmente fatal. Felizmente acomodado em sua amada Liverpool, ele está determinado a não deixar uma coisinha como cardiomiopatia hipertrófica atrapalhar a turnê de retorno da banda.

## Discografia
Com A Flock of Seagulls
- A Flock Of Seagulls (1982)
- Listen (1983)
- The Story of a Young Heart (1984)
- Ascension (2018)
- String Theory (2021)